# Dagen H
Pour les articles homonymes, voir Dagen.
Dagen H (« le jour H » en suédois, le « H » signifiant Högertrafik, c'est-à-dire « circulation à droite »), qui s'est déroulé le dimanche 3 septembre 1967 à 5 h du matin en Suède, désigne la date et l'heure choisies par les autorités pour changer le sens de circulation automobile dans le pays, du côté gauche vers le côté droit de la chaussée.

## Vers le changement
Avant le 3 septembre 1967, la conduite routière s'effectue en Suède sur le côté gauche des voies de circulation. Cependant, la conduite à gauche présente plusieurs inconvénients pour le pays, ce qui amène les autorités à promouvoir un changement de côté. Non seulement tous les pays proches ou riverains de la Suède, et particulièrement la Norvège et la Finlande, avec qui elle partage une frontière terrestre, conduisent à droite, mais la quasi-totalité des véhicules utilisés en Suède sont configurés pour la circulation à droite, c'est-à-dire avec le siège conducteur à gauche, ce qui complique la conduite, en particulier lors des dépassements.
Le changement rencontre pourtant une vive résistance populaire, si bien qu'il est constamment rejeté durant les quarante années précédentes. Lors d'un référendum sur la question en 1955, 85 % des votants s'expriment en faveur du maintien de la conduite à gauche. Cela n'empêchera pas le débat de ressurgir.
En mai 1963, alors que les projections font entrevoir une forte croissance du trafic automobile, le Parlement tranche définitivement en faveur du Högertrafik.

## Préparation et déroulement

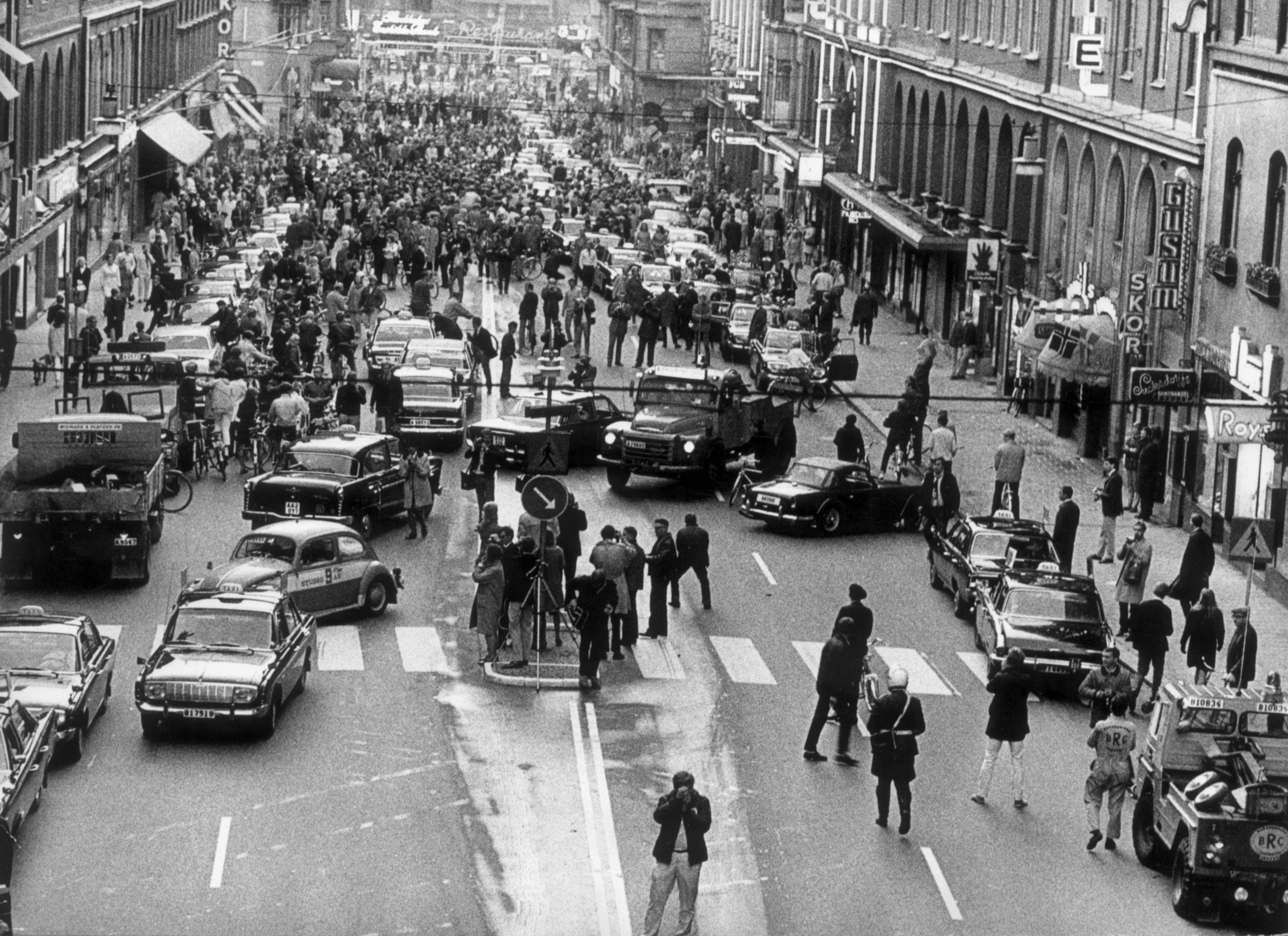
Vue de la Kungsgatan à Stockholm, le jour H

En même temps qu'il approuve le changement du sens de circulation, le parlement suédois institue la Statens Högertrafikkomission (« Commission nationale sur la circulation à droite ») chargée de le préparer. L'assemblée prévoit également un plan d'éducation sur quatre ans, avec l'aide de psychologues.
À l'approche du dagen H, toutes les intersections sont équipées d'un jeu de poteaux et de feux de signalisation emballés dans du plastique noir qui doit être retiré le jour dit. De même, des jeux de lignes parallèles sont peints sur les routes en blanc, puis recouverts de bandes noires (avant le dagen H, les routes suédoises utilisaient des lignes jaunes). Une chanson choisie sur concours est diffusée régulièrement pour rappeler l'échéance.
Le 3 septembre 1967, un dimanche, la circulation des véhicules non essentiels est interdite entre 1 h et 6 h du matin. À Stockholm, cette interdiction est étendue du samedi à 10 h jusqu'au dimanche à 15 h, afin de permettre la reconfiguration de certaines intersections. Dans tout le pays, les véhicules autorisés à circuler sont tenus de s'arrêter à 4 h 50 et de se garer sur le côté droit de la route jusqu'à 5 h avant d'avoir le droit de repartir.
Les sens uniques présentent des problèmes particuliers. Beaucoup d'intersections doivent être remaniées afin de permettre la fluidité de la circulation dans le nouveau sens. Tous les arrêts de bus sont reconstruits de l'autre côté de la rue.
Les tramways existants sont remplacés par des bus. Les bus (plus d'un millier) sont eux aussi remplacés, pour des modèles présentant les portes sur le côté droit. Toutes les voitures suédoises dont les feux étaient adaptés pour une conduite à gauche doivent être réglées.

## Conséquences
Le lundi 4 septembre, on dénombre 125 accidents de la circulation, là où les lundis précédents il y en avait eu de 130 à 198. Aucun accident mortel n'est attribué au changement. Cependant, certaines personnes âgées ont décidé d'arrêter de conduire plutôt que de devoir s’adapter au nouveau sens de circulation.
Il avait été prévu que le changement de côté réduirait le nombre d'accidents, puisque la majorité des véhicules étaient déjà adaptés à la circulation à droite et permettaient une meilleure visibilité. De fait, le nombre de collisions mortelles diminua après le dagen H. Mais l'effet ne dura que quelques années.
Grâce à ce changement, la conduite se fait du même côté dans l'ensemble de l'Europe continentale.
L'Islande suivra l'exemple suédois quelques mois plus tard, lors du H-dagurinn, le dimanche 26 mai 1968 à 6 h du matin.